# Luis Barrera Coronado
Luis Barrera Coronado (Sevilla; 19??) es un historiador, notafílico, experto en numismática y subastas de monedas antiguas, sevillano.
Escribió en "Revista Numismática y Filatélica" durante muchos años, entre cuyos artículos destaca "La moneda de necesidad en el Caribe español", además de otras muchas publicaciones periódicas, como "El Correo de Andalucía".
Autor de "Catálogo General de la moneda falsa en España", "Medallística Andaluza", "La moneda de necesidad en la provincia de Sevilla durante la guerra civil", "Desarrollo del ferrocarril en el siglo XIX en España", y, sobre todo, "El Banco de Sevilla 1857-1874", en colaboración con Rafael Romero Luque, también sevillano.